# Cenchrus tribuloides
Cenchrus tribuloides är en gräsart som beskrevs av Carl von Linné. Cenchrus tribuloides ingår i släktet tagghirser, och familjen gräs. Inga underarter finns listade i Catalogue of Life.

## Bildgalleri

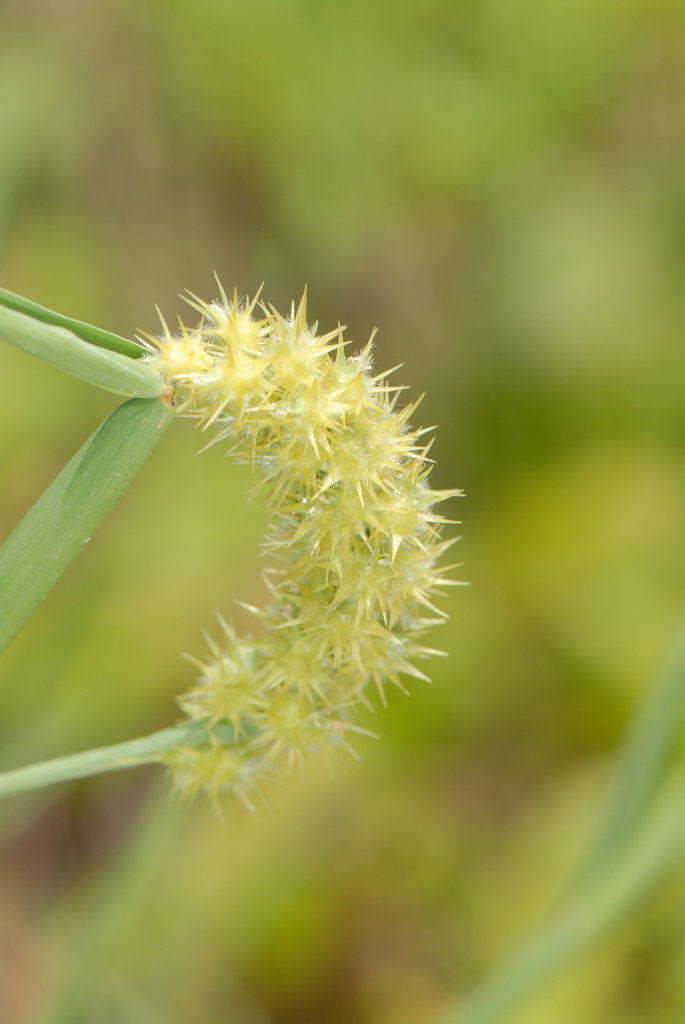
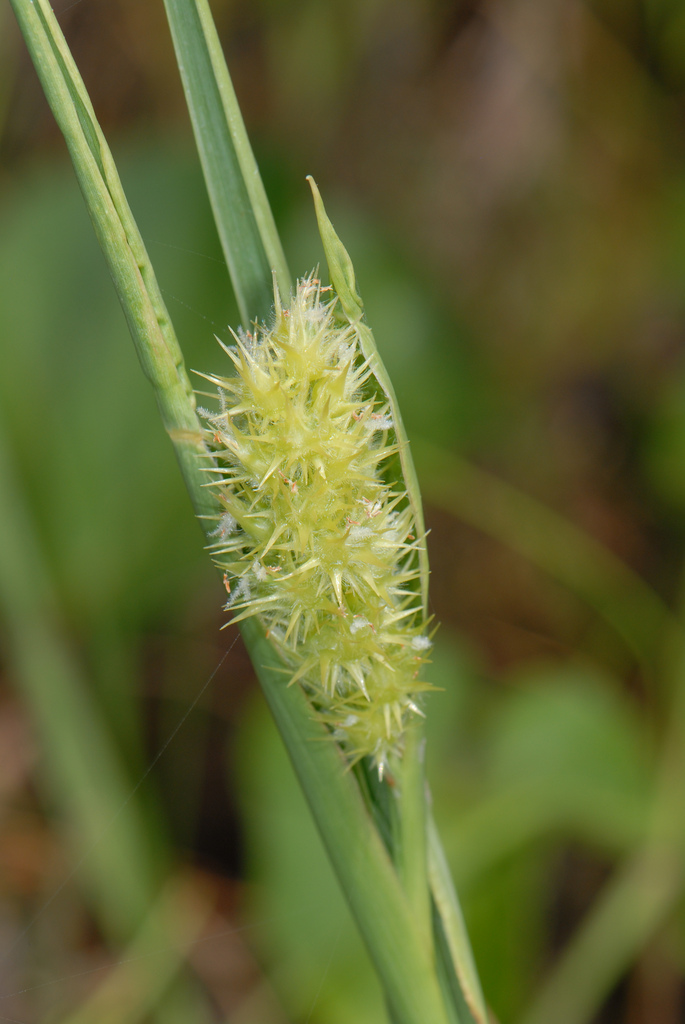
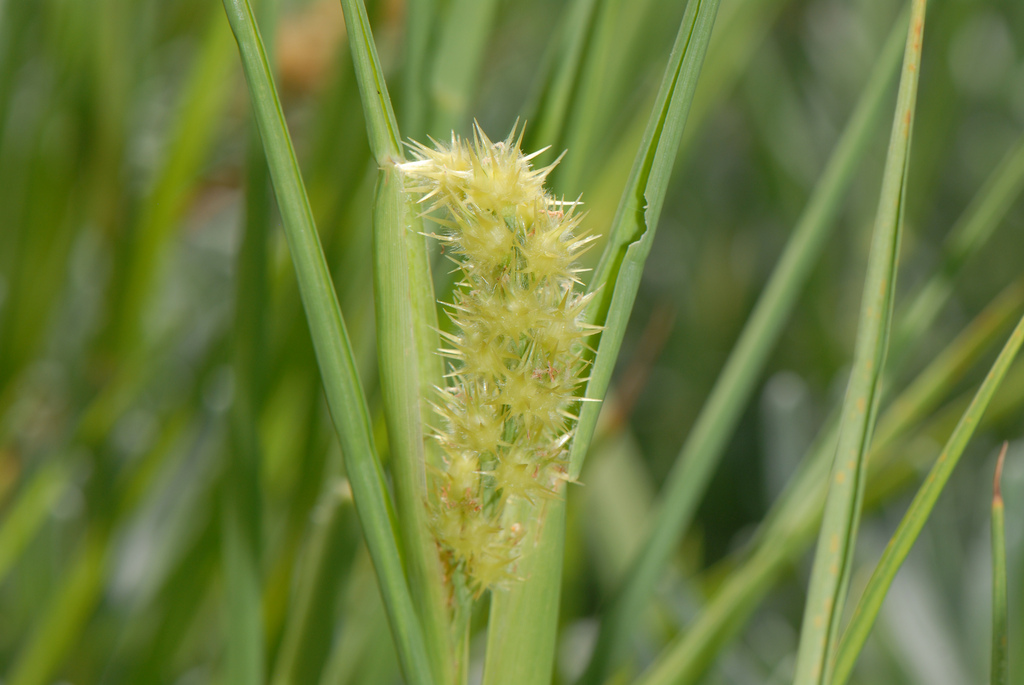
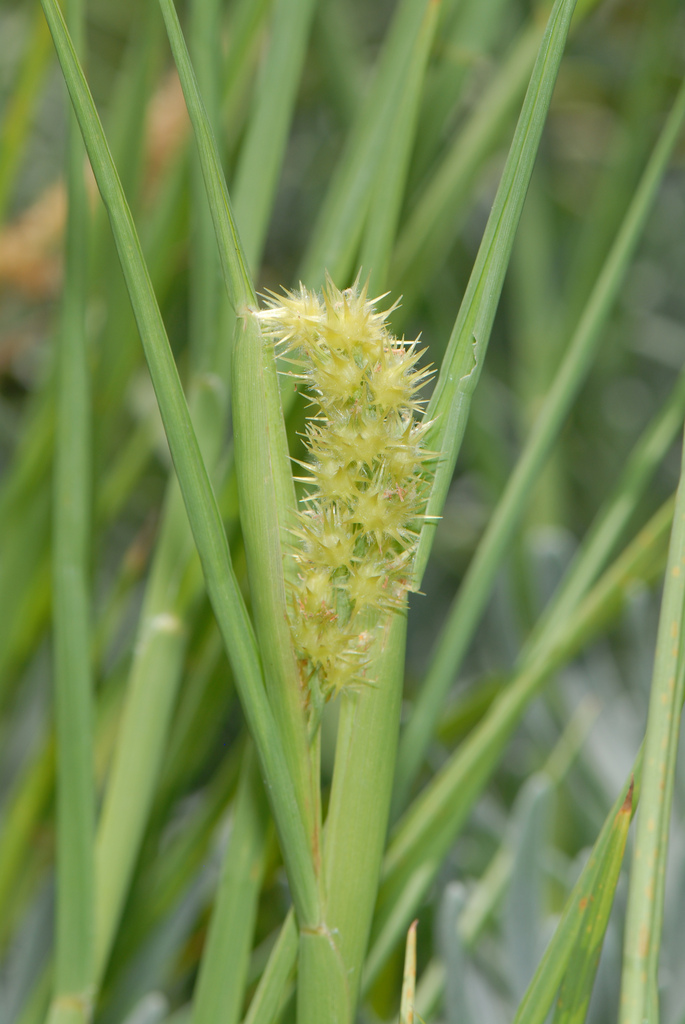